# Letícia Román
Letícia Román, nome d'arte di Letizia Novarese (Roma, 12 agosto 1941), è un'attrice cinematografica italiana.
Talvolta accreditata con altri pseudonimi — Laetitia Roman, Leticia Roman, Letitia Roman e Letitia Román —, è stata attiva negli anni 1960 anche in televisione, oltreché interprete per il cinema statunitense; tra i suoi ruoli principali c'è quello della protagonista nel film La cugina Fanny di Russ Meyer (1964).

## Biografia
Figlia del costumista e scenografo Vittorio Nino Novarese e dell'attrice Giuliana Gianni, ha studiato in Svizzera, trasferendosi poi negli Stati Uniti, a Los Angeles, all'inizio del 1959. Dopo aver preso corsi di dizione e studiato recitazione alla 20th Century Fox, rifiuta dalla major una scrittura ritenuta poco remunerativa preferendo accettare un ingaggio che le era stato offerto dal produttore cinematografico Hal B. Wallis, che nel 1960 la fece debuttare nel film Cafè Europa (G.I Blues) al fianco di Elvis Presley.

## Filmografia parziale
- Cafè Europa (1960, anche G.I. Blues)
- L'oro dei sette santi (1961)
- I pirati di Tortuga (Pirates of Tortuga), regia di Robert D. Webb (1961)
- Ponzio Pilato (1962)
- I lancieri neri (1962)
- La rimpatriata, regia di Damiano Damiani (1963)
- Un tentativo sentimentale, regia di Massimo Franciosa, Pasquale Festa Campanile (1963)

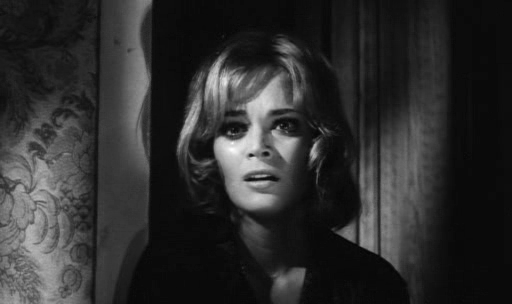
Letícia Román in La ragazza che sapeva troppo (1963)

- Bacio di Giuda (Baiser de Judas), episodio di Una matta voglia di donna, regia di Bertrand Tavernier (1964)
- La cugina Fanny (Fanny Hill), regia di Russ Meyer (1964)
- Heirate mich, Cherie (1964)
- Die schwedische Jungfrau (1965)
- Die Herren (1965, episodio Die Intellektuellen, Die Soldaten)
- Sopra e sotto il letto (1965)
- An der Donau, wenn der Wein blüht (1965)
- Surehand (1965)
- Comando de asesinos (1966)
- I forti di Forte Coraggio (1966, episodio La Dolce Courage)
- Organizzazione U.N.C.L.E. (1966, tv, due episodi: The Concrete Overcoat Affair: Part I; The Concrete Overcoat Affair: Part II)
- La spia dal cappello verde (The Spy in the Green Hat), regia di Joseph Sargent (1967)
- Le spie (I Spy) – serie TV, episodio 2x27 (1967)
- Mannix (1967, tv, episodio Make It Like It Never Happened)
- I giorni di Bryan (1967, episodio The Naked Half-Truth)
- La grande vallata (1967, tv, episodi The Big Valley e Explosion!: Part 1)
- To Die in Paris (1968, tv)
- The Andy Griffith Show (1968, episodio Mayberry R.F.D.)

## Doppiatrici
- Rosetta Calavetta in Ponzio Pilato
- Gabriella Genta in La ragazza che sapeva troppo
- Adriana Asti in Un tentativo sentimentale